# آیی‌تالا
آیی‌تالا (به لاتین: Ayıtala) یک منطقه مسکونی در جمهوری آذربایجان است که در شهرستان گدابیگ واقع شده است. آیی‌تالا ۳۳۶ نفر جمعیت دارد.